# Rosenbach (Spree)
Der Rosenbach, auch Rosenhainer Bach, am Oberlauf Königswalder Bach, am Mittellauf Koschelbach (tschechisch Rožanský potok), ist ein linksseitiger Zufluss der oberen Spree in Sohland an der Spree im sächsischen Landkreis Bautzen mit einer Länge von ca. 12 Kilometern. Er entwässert den zentralen Teil des Schluckenauer Zipfels.

## Beschreibung
Der Königswalder Bach (Rožanský potok) entspringt südwestlich von Neugeorgswalde (Nový Jiříkov) auf der Harthe (Harta). Der Bach fließt an seinem Oberlauf zunächst nach Nordwesten und wird am Forsthaus Harthe in einem kleinen Teich angestaut. Danach wendet sich der Bach scharf nach Norden und nimmt rechtsseitig einen kleinen Zufluss auf. Sein weiterer Lauf führt durch ein breites Tal zwischen dem Jüttelsberg (Jitrovník, 509 m) und dem Wolfsberg (Vlčice, 512 m) durch Königswalde (Království), wo er ab der Mündung des Aubaches Koschelbach genannt wird, und danach an Schluckenau (Šluknov) vorbei nach Nordwesten. Bei der Schluckenauer Schießstadt speist der Bach den Teich Šluknovský rybník. 
Nachfolgend durchbricht der Bach östlich des Jockelsberges (Rožanský vrch, (412 m)) den dritten Bergrücken des Lausitzer Berglandes und fließt mit nördlicher Richtung auf vier Kilometern durch die langgestreckte Ortschaft Rosenhain (Rožany). Dort wird er ab der Einmündung des Mühlbaches im deutschen Sprachgebrauch als Rosenbach bezeichnet. Unterhalb des Grenzmühlteiches fließt der Rosenbach am westlichen Fuße des Hornsberges (402 m) auf sächsisches Gebiet. Sein Unterlauf führt östlich am Hohberg (368 m) vorbei durch die zu Sohland an der Spree gehörigen Ortslagen Hinterm Hohberg und Am Hohberg. Kurz vor seiner Mündung wird der Bach von der Bahnstrecke Oberoderwitz–Wilthen überbrückt. Zwischen Neusorge und Niedersohland mündet der Rosenbach in die Spree.
Der Bachlauf führt auf einer Länge von ca. zehn Kilometern durch tschechisches und auf zwei Kilometern durch deutsches Gebiet.

## Zuflüsse
Die bedeutendsten Zuflüsse des Rosenbaches sind der Schluckenauer Bach und das Waldwasser, die die Nordhänge der vierten und südlichsten Bergkette  des Lausitzer Berglandes entwässern. Bachabwärts münden in den Rosenbach:
- Aubach (Lužní potok), rechtsseitig unterhalb von Königswalde (Království)
- Waldwasser (Lesní potok), linksseitig zwischen Königswalde und Schluckenau
- Schluckenauer Bach (Šluknovský potok), linksseitig in den Silberbach
- Silberbach (Stříbrný potok), linksseitig bei Schluckenau
- Teichbach (Rybniční potok), linksseitig oberhalb von Rosenhain (Rožany)
- Mühlbach (Mlýnský potok), rechtsseitig beim »Travel FREE«-Bordershop in Rosenhain
- Schebichbach (Dřevíč), linksseitig in Rosenhain
- Kunzenbach, linksseitig in Rosenhain
- namenloser Bach vom Rosensee, linksseitig in Äußerstmittelsohland

## Nutzung
Die Wasserkraft des Rosenbaches wurde früher zum Antrieb von zahlreichen Mühlen genutzt. Allein in Rosenhain bestanden sechs Mühlen, auf sächsischem Gebiet bestand in Äußerstmittelsohland die Buschmühle.
Der Rosenbach war früher ein Forellengewässer, jedoch bereits zum Ende des 19. Jahrhunderts durch die Abwässer aus den Schluckenauer Fabriken so stark verschmutzt, dass es fast keine Fische mehr gab.

## Hochwasser
Bei Starkregen trat der Rosenbach mehrfach über seine Ufer. Das durch einen langanhaltenden Starkregen ausgelöste Jahrhunderthochwasser vom 7. August 2010 ließ den Bach so stark anschwellen, dass sein Pegel die bisherigen Werte eines Jahrhunderthochwassers um 1,5 m überschritt. In Hinterm Hohberg wurde das Betriebsgelände der E. Hantusch GmbH Natursteinveredelung überflutet, wobei an technischen Anlagen, Gebäuden und Lagerflächen Schäden in Höhe von ca. 200.000 € entstanden. Ebenso schossen die Wassermassen in Am Hohberg durch das Betriebsgelände der Jokey Plastik Sohland GmbH.

## Trivia
In älteren topografischen Karten wird der Rosenbach als Hauptquellbach der Spree dargestellt, so zum Beispiel von Gerhard Mercator.